# Saturnia
Saturnia es un género de lepidópteros ditrisios de la familia Saturniidae. Son grandes mariposas, comúnmente llamadas pavones. Muchas son paleárticas, pero tres especies son del chaparral de California (Saturnia mendocino, Saturnia walterorum, Saturnia albofasciata).

## Especies
- Saturnia albofasciata (Johnson, 1938)[2] (o mejor en Calosaturnia)
- Saturnia atlantica Lucas, 1848
- Saturnia bieti Oberthür, 1886
- Saturnia cameronensis Lemaire, 1979
- Saturnia centralis Naumann & Loeffler, 2005
- Saturnia cephalariae (Romanoff, 1885) (a veces en Eudia)
- Saturnia cidosa Moore, 1865
- Saturnia cognata Jordan in Seitz, 1911
- Saturnia koreanis Brechlin, 2009
- Saturnia luctifera Jordan in Seitz, 1911
- Saturnia mendocino Behrens, 1876[3] (o mejor en Calosaturnia)
- Saturnia pavonia —  Pequeño pavón (a veces en Eudia)
- Saturnia pavoniella (a veces en Eudia)
- Saturnia pinratanai Lampe, 1989
- Saturnia pyretorum Westwood, 1847
- Saturnia pyri — Gran pavón
- Saturnia spini (a veces en Eudia)
- Saturnia taibaishanis Brechlin, 2009
- Saturnia walterorum Hogue & Johnson, 1958[4] (o mejor en Calosaturnia)
- Saturnia zuleika Hope, 1843